# Pierre de Leonaerdts
Pierre Godefroid Gilles Joseph de Leonaerdts (Waldfeucht, 22 december 1763 - Luik, 26 januari 1831) behoorde tot de Zuid-Nederlandse adel.

## Levensloop
Onder het ancien régime was hij heer van Achel. In de Franse tijd werd hij voorzitter van het kiescollege voor Roermond en lid van de algemene departementsraad. In het Verenigd Koninkrijk der Nederlanden werd hij lid van de Tweede Kamer. In 1816 werd hij erkend in de erfelijke adel en benoemd in de Ridderschap van de provincie Limburg.
Hij trouwde in 1784 met barones Anne de Hubens (1755-1804), met wie hij drie kinderen had die ongehuwd bleven en jong stierven. Hij hertrouwde in 1806 met Anne de Spirlet (1765-1818).
Met zijn dood stierf de familie uit.